# Astronomska jedinica
Astronomska jedinica (hrvatska kratica AJ ili aj, međunarodna kratica od eng. AU, skraćeno od Astronomical Unit) jest mjerna jedinica za duljinu. Međunarodni ured za mjere i utege predlaže oznaku za astronomsku jedinicu ua.
Upotrebljava se u astronomiji i približno je jednaka prosječnoj udaljenosti Zemlje od Sunca, odnosno velikoj poluosi Zemljine orbite. Trenutno prihvaćena vrijednost te udaljenosti jednaka je 149 597 870 691 ± 30 metara (približno 150 milijuna kilometara). Do 2012. astronomska jedinica bila je definirana u okviru Zemljine orbite, ali odonda se definira kao točno 149 597 870 700 metara.